# 23168 Lauriefletch
23168 Lauriefletch là một tiểu hành tinh vành đai chính với chu kỳ quỹ đạo là 1375.9714263 ngày (3.77 năm).
Nó được phát hiện ngày 12 tháng 4 năm 2000.